# Záhada Blair Witch 2
Záhada Blair Witch 2 (orig. Book of Shadows: Blair Witch 2) je americký hororový film z roku 2000, pokračování filmu Záhada Blair Witch. Plánováno bylo i další pokračování, ale zatím k jeho natočení nedošlo.

## Děj
Příběh začíná v Burkittsvilleu v Marylandu, kam film Záhada Blair Witch přitáhl skupinu mladých turistů – Tristen a Stephena, kteří zkoumají čarodějnici z Blair kvůli své knize, wiccanku Ericu, Kim, která přišla, protože si myslí, že film je „cool“, a Jeffa, vedoucího skupiny. Všichni společně plánují navštívit různá místa spjatá s Blair Witch.
Jejich první zastávkou je zřícenina domu Rustin Parra. Jeff má nekonečnou zásobu kamer, aby mohl zaznamenat vše, co se stane. Skupina začne pít alkohol, než je přerušena další skupinou, která předstírá, že má povolení obývat ruiny. Jeffova skupina je dokáže poslat pryč pomocí lži – tvrdí, že předtím viděli na Coffin Rock něco, z čeho měli strach. Když odejdou, Jeffova skupina se opije.
Vzbudí se druhý den ráno bez vzpomínek na pět hodin z noci. Všechny papíry z výzkumu Tristen a Stephena jsou roztrhané a padají na jejich tábořiště a Jeffovy kamery jsou rozbité. Kim má vidění, ve kterém nalezne pásky z kamery. Když se skupina hádá o tom, jak je možné, že jsou pásky v pořádku, zatímco kamery jsou zničené, Tristen zjistí, že krvácí. V nemocnici se dozví, že utrpěla potrat. Když Tristen nechce zůstat v nemocnici, všichni se vydají do Jeffova domu – ve skutečnosti bývalé továrny na košťata, do které se dá dostat pouze přes starý most.
Jeff svůj dům sleduje kvůli bezpečnosti kamerami, a když se otevřou dveře, ozve se jako alarm psí štěkot. Zatímco Tristen a Stephen jdou spát, Erica, Kim a Jeff jdou prozkoumat filmové pásky. Na nich místy vidí různé záblesky, ale nejsou schopni nastavit obraz tak, aby zjistili, co to je. V jedné chvíli uvidí nahou ženu. Erica pak jde uvařit do kuchyně kávu, kde potká Stephena. Ten jí řekne, že Tristen měla sen, jak zraňuje své dítě. Erica a Tristen pak zjistí, že jsou obě označeny červenými písmeny. Erica pak nehty rozřízne Stephenovo břicho. V další vteřině sedí Erica a Stephen naproti sobě u stolu, oba rozrušení. Jeff mezitím zjistí, že nahá žena na filmu je Erica. Ta si nic nepamatuje a nechápe, jak je to možné. Kim pak zjistí, že má na těle stejné červené nápisy jako Erica.
Kim se vydá koupit pivo, při čemž se nepohodne s pokladní Peggy. Na cestě zpět nějací chlapci rozbijí zadní okno Jeffovy dodávky, kterou Kim jede. Pak Kim zahlédne sedm dětí oblečených ve starých šatech. Rozrušená Kim narazí do stromu, vyleze z auta a uslyší pláč. Když se vrátí k Jeffovi domů, zjistí, že má u sebe pilník, který předtím používala Peggy v obchodě. Je od krve a Kim si nemůže vzpomenout, že by ho brala. Myslí si ale, že je to její krev, protože jí krvácí prst. Mezitím má Tristen sny Elly Kedward (Blair Witch). Kim potom řekne Jeffovi, co se stalo, a při tom má vidění, jak je zabit elektrickým proudem. Jeff stále neučinil žádný pokrok ohledně filmových pásek.
Druhý den ráno se Stephen a Tristen chystají odjet, Erica je má odvézt na letiště. Když si jde za Jeffem pro klíče od auta, náhle se ztratí. Nikdo ji nemůže najít. V pokoji, kde Erica prováděla zaříkávání, pouze naleznou všechno její oblečení na podlaze uprostřed kruhu ze svíček. Nakonec ji naleznou venku pouze ve spodním prádle, ale ona uteče. Most k domu se pak zhroutí a Stephen musí vyšplhat zpět.
Později toho dne zavolá šerif, aby jim oznámil, že druhá skupina turistů byla zavražděna a jejich těla byla postavena do tvaru pentagramu. Myslí si, že je za to odpovědný Jeff. Později se Jeffovi zdá, že vidí Ericu, jak jí hlavu sovy, která předtím vletěla do domu.
Kim nalezne v Jeffově stole složky o každém z nich. Jeff tvrdí, že o nich nic neví. Všichni se začnou hádat. Pak zavolá šerif, aby Jeff přišel ke dveřím. Ten nechápe, jak tam může šerif být, když je most pryč, ale na kameře zjistí, že je zase tam. Šerif ale u dveří není. Místo toho tam jsou psi, kteří štěkají stejně jako Jeffův alarm. Jeff je pak chce zastřelit, ale, když se vrátí, nejsou tam. Krátce na to skupina přijde na to, že Erica je mrtvá.
Skupina se pak snaží přijít na to, co se stalo. Tristen pak řekne, že by měli pustit pásky pozpátku. Když to udělají vidí se, jak mají všichni společný sex. Poznají také, že Tristen byla posedlá a vedla je, aby zabili druhou skupinu turistů. Po zhlédnutí videa obviní Tristen ze všeho, co udělali. Ta se rozčílí a uváže si okolo krku provaz, nazývá Stephena slabochem a dobírá si i Kim a Jeffa. Stephen ji pak strčí z římsy a ona se oběsí.
Skupina je pak vyslýchána na policii, každý ve své místnosti. Kim ukáží video, na kterém v obchodě bodá pilníkem do Peggyina krku. Jeffovi ukáží video, kde chystá svíčky a Eričino oblečení a pak ji cpe do šatníku. Stephenovi ukáží video, kde obviňuje Tristen ze zabití jejich dítěte, Jeff ji obviňuje z toho, že ji posedla Elly Kedward, Tristen to odmítá, Stephen ji pak shodí z římsy a proklíná ji. Všichni tři tvrdí, že to nikdy neudělali. Předpokládá se, že je všechny posedla Elly Kedward, a tak je zodpovědná za jejich činy.

## Obsazení
| Kim Director          | Kim Diamondová      |
| Jeffrey Donovan       | Jeffrey Patterson   |
| Erica Leerhsen        | Erica Geersonová    |
| Tristine Skyler       | Tristen Ryler       |
| Stephen Barker Turner | Stephen Ryan Parker |
| Lanny Flaherty        | šerif Cravens       |
| Kennen Sisco          | Peggy               |

## Výroba
Po obrovském úspěchu prvního dílu chtěl Artisan natočit pokračování, dokud bude popularita filmu stále na vrcholu. Nicméně Haxan Films, tvůrce prvního dílu, nebyl připraven na pokračování a raději chtěl počkat.. Artisan se proto rozhodl pokračovat sám a najal na místo režiséra Joea Berlingera, který předtím (i potom) točil pouze opravdové dokumenty. Režiséři prvního filmu Daniel Myrick a Eduardo Sánchez pracovali jako výkonní producenti, ale později uvedli, že na výslednou podobu snímku měli malý vliv a nebyli s jeho finální verzí spokojeni.
Co se týče stylu, je Záhada Blair Witch 2 opakem své předchůdkyně – málo využívá dokumentární postupy a více vypadá jako klasický vysokorozpočtový horor, proti kterému měla Záhada Blair Witch působit. Berlinger prohlásil, že původně natočil film více nejednoznačně, ale Artisan ho později sestříhal a přetočil některé scény, aby film vypadal více jako "tradiční" horory, čímž vytvořili více komerční snímek. Berlinger v komentářích na DVD opakovaně zmiňuje svůj nesouhlas se změnami studia.
Během marketingové kampaně Záhady Blair Witch 2 se nikdo nepokusil předstírat, že se jedná o "pravdivý příběh". Byly vydány nějaké reklamní "dokumenty" od D. A. Sterna (podobné vytvořil i k prvnímu filmu), které obsahovaly falešné policejní zprávy a rozhovory týkající se událostí ve filmu. Postavy ve filmu si ponechaly svá původní křestní jména, ale příjmení byla mírně pozměněna – podobně jako v prvním díle (tam ale postavám zůstaly jejich vlastní jména).